# Râul Racovicioara, Olt
Râul Racovicioara este un râu în județul Sibiu, afluent al râului Olt.

## Hărți
- Harta Munții Făgăraș  Arhivat în 8 septembrie 2013, la Wayback Machine.